# Lei da Gotlândia
A Lei da Gotlândia – em sueco Gutalagen – foi a lei oficial da Gotlândia, durante a Idade Média.

Hier byrias lagh guta oc segia so at fyrstum
(Aqui começa a lei dos Gutas e diz assim primeiro)— Início da Lei da Gotlândia na língua gútnica
O texto foi escrito por volta de 1220 em gútnico antigo, e foi o código jurídico usado como lei na Gotlândia até 1595, ano em que foi substituída pela Lei da Escânia (Skånelagen) por ordem do rei Cristiano IV da Dinamarca. Pela Paz de Brömsebro em 1646, a Suécia voltou a ter soberania sobre a Gotlândia e impôs a Lei Nacional de Magno IV.

Inclui, no final do manuscrito, a Saga dos Gutas (Gutasagan) com a história da Gotlândia em oito páginas.

Está preservada num manuscrito do século XIV e noutro do século XVI. Existem duas traduções - uma alemã e uma dinamarquesa.